# Cambridgeshire County Football League
De Cambridgeshire County Football League is een Engelse regionale voetbalcompetitie voor clubs uit Cambridgeshire en delen van Suffolk en Norfolk. De competitie bestaat uit veertien divisies op het elfde tot en met het achttiende niveau in de Engelse voetbalpiramide.
De kampioen van de Premier Division mag een verzoek tot promotie naar de Eastern Counties League indienen. In de praktijk wordt maar weinig gebruikgemaakt van dit recht, mede omdat moet worden voldaan aan bepaalde facilitaire en financiële eisen.

## Clubs in het seizoen 2014/15
Premier Division

Brampton | Cambridge City (res.) | Cambridge University Press | Cherry Hinton | Cottenham United | Eaton Socon | Foxton | Fulbourn Institute | Gamlingay United | Great Shelford | Hardwick | Lakenheath | Linton Granta | Over Sports | Sawston United | Soham Town Rangers (res.) | West Wratting | Wisbech St. Mary
Senior A Division

Cambridge University Press (res.) | Chatteris Town | Comberton United | Ely City (res.) | Fenstanton | Fowlmere | Fulbourn Institute (res.) | Girton United | Great Paxton | Hemingfords United | Hundon | Milton | Royston Town A | Soham United | Somersham Town
Senior B Division

Barrington | Bluntisham Rangers | Doddington United | Godmanchester Rovers (res.) | Hardwick (res.) | Hemingfords United (res.) | Lakenheath (res.) | Needingworth United | Orwell | Outwell Swifts | Sawston Rovers | Swavesey Institute | West Wratting (res.) | Wimblington | Witchford
Division One A

Ashdon Villa | Balsham | Bottisham & Lode | Duxford United | Fulbourn Sports & Social Club | Great Chishill | Haverhill Borough (res.) | Linton Granta (res.) | Saffron Rangers | Sawston United (res.) | Whittlesford United
Division One B

Bar Hill | Buckden | Burwell Swifts | Chatteris Town (res.) | Eaton Socon (res.) | Elsworth Sports | Huntingdon United | Littleport Town | Manea United | March Town United (res.) | Milton (res.) | Over Sports (res.) | St. Ives Rangers | Wisbech St. Mary (res.)
Division Two A

Abington United | Cambourne Rovers | Cherry Hinton (res.) | City Life | Debden | Eynesbury Rovers A | Fowlmere (res.) | Great Shelford (res.) | Meldreth | Papworth | Steeple Bumpstead | Thaxted Rangers
Division Two B

Alconbury | Bluntisham Rangers (res.)  | Brampton (res.) | Cottenham United (res.) | Exning United | Fordham | Isleham United | Little Downham Swifts | March Rangers | Mepal Sports | Mildenhall United | Red Lodge | Wisbech St. Mary A
Division Three A

Bassingbourn | Bottisham & Lode (res.) | Comberton United (res.) | Eaton Socon A | Gamlingay United (res.) | Hardwick A | Hundon (res.) | Litlington Athletic | Little Paxton | Melbourn | Saffron Crocus | Steeple Morden | Wilbraham
Division Three B

Bar Hill (res.) | Benwick Athletic | Burwell Swifts (res.) | Ely Crusaders | Fenstanton (res.) | Girton United (res.) | Houghton & Wyton | Soham United (res.) | The Eagle | Willingham Wolves | Wimblington (res.) | Wisbech St. Mary B
Division Four A

Cambridge Ambassadors | Cavendish | Clare Town | Duxford United (res.) | Foxton (res.) | Linton Granta A | Milton A | Offord United | Papworth (res.) | Sawston Rovers (res.) | Therfield & Kelshall | West Wratting A | Whittlesford United (res.)
Division Four B

Alconbury (res.) | Chatteris Fen Tigers | Chatteris Town 'A' | Doddington United (res.) | Earith United | Haddenham Rovers | Hemingfords United A | Isleham Warriors | Lakenheath Casuals | Littleport Town (res.) | Outwell Swifts (res.) | Upwell Town | Waterbeach Colts Old Boys
Division Five A

Balsham (res.) | Barton Mills | Burwell Tigers | Finchingfield | Fordham (res.) | Isleham | Isleham United (res.) | Kedington United | Lakenheath Casuals (res.) | Saffron Dynamos | Suffolk Punch Haverhill | Tuddenham
Division Five B

Barrington (res.)  | Buckden (res.) | Cherry Hinton 'A' | Fulbourn Institute 'A' | Guilden Morden | Haslingfield | Histon Hornets | Little Paxton (res.) | Mott MacDonald | Saffron Crocus (res.) | Saffron Rangers (res.) | Sawston United 'A' | Steeple Morden (res.)
Division Five C

Benwick Athletic (res.) | Chatteris Fen Tigers (res.) | Coldham United | Manea United (res.) | March Rangers (res.) | March Saracens | Needingworth United (res.) | Swavesey Institute (res.) | Upwell Town (res.) | Walsoken United | Wisbech St. Mary 'C' | Witchford (res.)